# Kinanda
Kinanda – drugi album norwesko-kenijskiej piosenkarki Stelli Mwangi, wydany 10 czerwca 2011 roku nakładem wytwórni płytowej EMI Music.
Pierwszym singlem promującym wydawnictwo został utwór „Smile”. Kolejnymi singlami zostały kolejno „Haba Haba”, „Lookie Lookie”, „Take My Time” oraz „Hula Hoop”. Utwór „Haba Haba” dotarł do 1. miejsca w zestawieniu norweskiej VG-Listy.

## Lista utworów
Opracowano na podstawie materiału źródłowego.
1. „Haba Haba” – 2:59
2. „Take My Time” – 3:38
3. „Hula Hoop” – 3:31
4. „Dance In the Rain” – 3:26
5. „Hello” – 3:41
6. „Lookie Lookie” – 3:42
7. „Copy My Swang” – 2:43
8. „Next Flight” – 3:25
9. „Smile” – 3:35
10. „Hakuna Matata” – 3:26
11. „Throw Me a Ladder” – 3:38
12. „Purse” – 3:57